# Brian Joubert
Brian Joubert (Poitiers, 20 settembre 1984) è un ex pattinatore artistico su ghiaccio francese, campione del mondo nel 2007, tre volte campione europeo  (2004, 2007 e 2009), vincitore della finale di Grand Prix 2006 e otto volte campione nazionale francese (2003-2008, 2011 e 2012).

## Biografia
All'età di undici mesi Joubert subì l'asportazione di un rene a causa di un'infezione da stafilococco
. Cominciò a pattinare a quattro anni, seguendo le due sorelle maggiori che praticavano la danza su ghiaccio. Dapprima indeciso tra l'hockey e l'artistico, alla fine scelse quest'ultimo, attratto soprattutto dalla potenza e dalla bellezza dei salti.

## Carriera

### Stagione 2001-2002
Dopo essersi classificato terzo ai campionati nazionali francesi, Joubert partecipò ai Campionati europei di Losanna dove conquistò a sorpresa la medaglia di bronzo,
che gli aprì le porte per i Giochi olimpici invernali di Salt Lake City, dove si piazzò quattordicesimo;
ai successivi Campionati mondiali di Nagano ottenne il tredicesimo posto
.

### Stagione 2002-2003
Joubert vinse Skate America; questo suo primo successo in una tappa di Grand Prix coincise con il ritiro dalle competizioni del suo idolo Aleksej Jagudin
. In seguito al quinto posto ottenuto al Trophée Lalique, si qualificò per la sua prima finale di Grand Prix, nella quale conquistò la medaglia di bronzo
. In dicembre si affermò per la prima volta ai campionati nazionali francesi, vinti poi per altre cinque edizioni consecutive. Ai Campionati europei del 2003 a Malmö si riconfermò sul podio con la medaglia d'argento
, e ai mondiali di Washington ottenne il sesto posto
.

### Stagione 2003-2004
Joubert lasciò la sua prima allenatrice Véronique Guyon per passare alla guida di Laurent Depouilly, avvalendosi inoltre dei consigli del campione olimpico Aleksej Jagudin. In gennaio conquistò il titolo europeo a Budapest
, davanti al russo Evgenij Pljuščenko; alcune settimane dopo, ai Campionati mondiali di Dortmund, ottenne la sua prima medaglia mondiale, un argento dietro lo stesso Pljuščenko
.

### Stagione 2004-2005
Dopo essere salito sul podio in due tappe di Grand Prix e aver ottenuto solo il quinto posto nella finale
, Joubert tornò ad allenarsi con Véronique Guyon appena prima dei Campionati europei di Torino, dove fu di nuovo argento dietro Pljuščenko
. Ai mondiali di Mosca, in seconda posizione dopo il programma corto, precipitò al sesto posto a causa di una controprestazione nel programma libero
. Nel giugno successivo abbandonò per la seconda volta Véronique Guyon per passare ad allenarsi con il russo Andrej Berezintsev.

### Stagione 2005-2006
Joubert cominciò la stagione olimpica con due piazzamenti sul podio nel corso del Grand Prix, senza però qualificarsi per la finale; in gennaio, ai Campionati europei svoltisi a Lione, ottenne il bronzo alle spalle di Pljuščenko e dello svizzero Stéphane Lambiel
. Alle Olimpiadi di Torino 2006 non riuscì a concretizzare le proprie ambizioni da podio: quarto dopo il programma corto, commise vari errori nel libero che lo portarono a un deludente sesto posto
. Il mese successivo, ai Campionati mondiali di Calgary, Joubert decise di riproporre il programma libero della stagione 2003/2004, la colonna sonora del film Matrix
. La scelta si rivelò felice: terzo nel suo gruppo di qualificazione, Joubert vinse il programma corto e risultò secondo nel libero, aggiudicandosi il secondo argento mondiale in carriera
.

### Stagione 2006-2007
Sotto la guida di un nuovo allenatore, Jean-Christophe Simond, e con un programma libero coreografato da Kurt Browning, Joubert vinse due tappe e la finale di Grand Prix. Dopo il quinto titolo nazionale ottenuto a dicembre, conquistò per la seconda volta il titolo di campione europeo a Varsavia nel gennaio 2007
. In febbraio riportò una ferita al piede destro nel corso di un allenamento;
dopo l'operazione d'urgenza contrasse i tempi di recupero per presentarsi ai Campionati mondiali di Tokyo, svoltisi a marzo. Joubert gestì bene la pressione di essere tra i favoriti nonostante l'incidente occorsogli: vinse con margine il programma corto
e mantenne la prima posizione con il terzo libero. Ottenne così il titolo di campione del mondo davanti al giapponese Daisuke Takahashi e allo svizzero Stéphane Lambiel
.
Nel corso di questa stagione Joubert rimase imbattuto
.

### Stagione 2007-2008
Joubert vinse Skate Canada, ma dovette ritirarsi dal Trophée Bompard a causa di un virus che lo debilitò fortemente e ne compromise la preparazione
. Ai Campionati europei di Zagabria, nel gennaio 2008, apparve in ritardo di condizione, e ottenne la medaglia di bronzo dietro al ceco Tomáš Verner e a Lambiel.
In marzo, ai Campionati mondiali svoltisi a Göteborg, commise un errore nel programma corto (caduta sul triplo lutz) e si ritrovò in sesta posizione;
con un buon programma libero recuperò fino alla medaglia d'argento alle spalle del canadese Jeffrey Buttle
.

### Stagione 2008-2009
Solo quarto al Trophée Bompard, Joubert vinse la Cup of Russia, qualificandosi per la finale di Grand Prix tenutasi a Goyang: tuttavia si ritirò dopo il programma corto (era in terza posizione) per via di un infortunio alla schiena riportato in allenamento.
A causa degli strascichi di questo problema fisico non prese parte ai campionati nazionali francesi in dicembre.
Nel gennaio 2009, ai Campionati europei di Helsinki, Joubert vinse il programma corto con un nuovo record personale di 86,90 punti;
presentò un nuovo programma libero che, nonostante qualche errore, gli permise di mantenere la posizione e di conquistare per la terza volta in carriera il titolo europeo.
In marzo, ai Campionati mondiali di Los Angeles, Joubert era in testa dopo il corto,
ma alcuni errori nel programma libero lo relegarono in terza posizione.
In seguito a ciò, si separò da Jean-Christophe Simond per tornare alla guida di Laurent Depouilly. In aprile, al World Team Trophy indetto a Tokyo, fu secondo nell'individuale maschile.

### Stagione 2009-2010
La stagione olimpica non ebbe un avvio brillante per Joubert, di nuovo quarto al Trophée Bompard, ma poi il francese vinse l'NHK Trophy
e pertanto si qualificò per la finale di Grand Prix. Tuttavia il 25 novembre 2009 Joubert subì un infortunio al piede destro in allenamento, analogo a quello occorsogli nel 2007.
Dopo una nuova operazione d'urgenza riprese in fretta la preparazione, nondimeno fu costretto a saltare la finale di Grand Prix, nonché, per il secondo anno consecutivo, i campionati nazionali. Ai Campionati europei di Tallinn, Joubert fu secondo dietro Pljuščenko nel programma corto, con un nuovo record personale di 88,55 punti; nel programma libero commise vari errori (in particolare, aprì a doppio un tentativo di quadruplo salchow), e fu superato anche da Lambiel.
A distanza di quattro anni, il podio di Tallinn risultò identico a quello di Lione 2006. In febbraio, alle Olimpiadi invernali di Vancouver, Joubert non nascondeva di puntare al podio (l'unico mancante al suo palmarès): invece compromise la gara già dal programma corto, mancando la combinazione col quadruplo toe-loop e cadendo sul triplo lutz.
Diciottesimo, non riuscì a rimontare in maniera significativa con il programma lungo e chiuse la gara in sedicesima posizione, il suo peggior risultato nel corso delle nove stagioni disputate da senior.
In marzo, dopo essersi sottoposto a un test
per poter partecipare ai Campionati mondiali di Torino, Joubert, come già quattro anni prima, tornò a competere in modo convincente dopo la delusione olimpica: con un programma corto privo di errori
e un lungo caratterizzato da due quadrupli toe-loop si attestò in terza posizione, conquistando il bronzo, la sua quinta medaglia mondiale consecutiva e sesta in carriera.

### Stagione 2010-2011
Tornato di nuovo ad allenarsi con Véronique Guyon, Joubert si classificò quarto alla Cup of China e si ritirò dal Trophée Bompard dopo un deludente programma corto a causa di una gastroenterite. In dicembre vinse per la settima volta il titolo di campione nazionale. Nel gennaio 2011, ai Campionati europei di Berna, Joubert, dopo un corto deludente che lo aveva relegato in settima posizione, fu autore di una buona rimonta vincendo il programma libero. Si aggiudicò l'argento, la decima medaglia in altrettante partecipazioni ai Campionati europei: eguagliò così il record di medaglie in una specialità di singolo detenuto dallo svedese Ulrich Salchow e poi raggiunto dall'austriaco Karl Schäfer.
I Campionati mondiali si sarebbero dovuti svolgere a Tokyo dal 21 al 27 marzo 2011, ma in seguito al terremoto di Sendai dell'11 marzo furono sospesi e poi indetti a Mosca dal 24 aprile al 1º maggio. Joubert si piazzò nono dopo il programma corto, mancando la combinazione con il quadruplo toe-loop;  realizzò poi il quarto programma libero e chiuse all'ottavo posto.

### Stagione 2011-2012
Joubert non partecipò al Grand Prix a causa di un infortunio alla schiena. Rientrato alle competizioni per i campionati francesi in dicembre, riportò l'ottavo titolo nazionale. Ai Campionati europei di gennaio Joubert si classificò ottavo, con vari errori sia nel programma corto che nel libero (causati anche da un inconveniente con il costume). A marzo vinse la Challenge Cup all'Aia.
Ai Campionati mondiali di Nizza due programmi senza sbagli valsero a Joubert il quarto posto con un nuovo primato personale nel programma libero e nel punteggio totale. Il pattinatore si dichiarò molto soddisfatto della propria prestazione di fronte al pubblico di casa. In aprile partecipò al World Team Trophy indetto a Tokyo e si classificò terzo nella gara maschile.

### Stagione 2012-2013
In seguito alla chiusura per lavori della pista di pattinaggio di Poitiers Joubert si trasferì a Parigi sotto la guida di Annick Dumont. Joubert partecipò alla Cup of China, ma si ritirò dopo il programma corto a causa di problemi intestinali; fu poi quarto al Trophée Bompard. In dicembre non partecipò ai Campionati nazionali per via di un'influenza. Poco prima dei Campionati europei  di Zagabria cambiò il programma libero (la colonna sonora del film Il gladiatore) e passò ad allenarsi con Katia Krier; terminò la competizione al quarto posto. In febbraio confermò il titolo della Challenge Cup. Ai Campionati mondiali di London si classificò nono.

### Stagione 2013-2014
Joubert tornò ad allenarsi a Poitiers sotto la guida di Véronique Guyon; si ritirò dai Master's di ottobre perché in ritardo con la preparazione. Non partecipò alla prima tappa di Grand Prix assegnatagli, Skate America: Joubert sostenne di essere stato punito dalla propria federazione per non aver partecipato ai Master's, mentre la spiegazione ufficiale del ritiro adduceva motivi di salute. In seguito il pattinatore si ritirò anche dalla Rostelecom Cup per un infortunio alla schiena. Joubert esordì al NRW Trophy di Dortmund, ottenendo il secondo posto. Ai Campionati nazionali fu secondo, piazzandosi secondo nel programma corto e vincendo il libero.

## Caratteristiche tecniche
Joubert è apprezzato soprattutto per le sue doti di saltatore. In carriera ha effettuato più di cento salti quadrupli in competizioni internazionali.
Nel programma libero della Cup of Russia 2006 ha eseguito un quadruplo salchow oltre a due quadrupli toe-loop (di cui uno in combinazione con un doppio toe-loop). È il quarto pattinatore ad aver realizzato tre quadrupli in un programma (dopo lo statunitense Timothy Goebel, il cinese Min Zhang e il giapponese Takeshi Honda), il primo sotto il nuovo sistema di valutazione.
Joubert ha spesso dichiarato che considera i salti quadrupli molto importanti per la sua disciplina, e ha deplorato il fatto che non siano maggiormente ricompensati dal regolamento.
Per quanto riguarda le trottole, Joubert è considerato molto più carente; tuttavia si è migliorato collaborando con l'esperta pattinatrice svizzera Lucinda Ruh.

## Programmi
| Stagione  | Programma corto                                                                                          | Programma libero | Esibizioni |
| --------- | --- | --- | --- |
| 2013-2014 | Oblivion Concierto para quinteto di Astor Piazzolla versione di Gidon Kremer Amaluna da Cirque du Soleil | Concierto de Aranjuez di Joaquín Rodrigo | Sandstorm di Darude |
| 2012-2013 | Genesis dei Justice Aerodynamic dei Daft Punk                                                            | Colonna sonora di Inception di Hans Zimmer Colonna sonora de Il gladiatore di Hans Zimmer | Colonna sonora de Il gladiatore di Hans Zimmer Cancion Sefaradi di Luc Arbogast Luna tu di Mezzo                                                                  |
| 2011-2012 | Genesis dei Justice Aerodynamic dei Daft Punk                                                            | Clubbed to Death di Rob Dougan dalla colonna sonora di Matrix | Ça ira mon amour da 1789 Les amants de la Bastille An freij de an neo era di Luc Arbogast                                                                         |
| 2010-2011 | Malagueña versione di Brian Setzer dalla colonna sonora di C'era una volta in Messico                    | Sinfonia n. 9 di Ludwig van Beethoven | Little Love di AaRON C'est bientôt la fin da Mozart, l'opéra rock Aerodynamic dei Daft Punk                                                                       |
| 2009-2010 | Rise (Leave me Alone) di Safri Duo                                                                       | Ancient Lands di Ronan Hardiman arrangiamento di Maxime Rodriguez | Infinity 2008 di Guru Josh Project Sandstorm di Darude Le Patineur di Julien Clerc Merci di Grégoire L'Assasymphonie da Mozart, l'opéra rock                      |
| 2008-2009 | Rise (Leave me Alone) di Safri Duo                                                                       | Colonna sonora de L'ultimo dei Mohicani di Randy Edelman, Trevor Jones e Daniel Lanois Colonna sonora di Matrix Reloaded di Don Davis Colonna sonora di Requiem for a Dream di Clint Mansell | Hallelujah versione di Rufus Wainwright Madeleine di Jacques Brel Sandstorm di Darude I'm Yours di Jason Mraz                                                     |
| 2007-2008 | All For You di Sébastien Damiani                                                                         | The Unforgiven Nothing Else Matters Creeping Death versione degli Apocalyptica O Verona dalla colonna sonora di Romeo + Giulietta di Nellee Hooper, Craig Armstrong e Marius De Vries        | Clocks dei Coldplay Rise (Leave me alone) di Safri Duo |
| 2006-2007 | Colonna sonora di 007 - La morte può attendere James Bond di David Arnold                                | The Unforgiven Nothing Else Matters Creeping Death versione degli Apocalyptica O Verona dalla colonna sonora di Romeo + Giulietta di Nellee Hooper, Craig Armstrong e Marius De Vries        | Don't Give Up di Josh Groban Rise (Leave me Alone) di Safri Duo Armonia di Sébastien Damiani Elvis Love Is All di Roger Glover Tu aurais dû me dire di Tina Arena |
| 2005-2006 | Colonna sonora di 007 - La morte può attendere James Bond di David Arnold                                | Lord of the Dance di Ronan Hardiman Clubbed to Death di Rob Dougan dalla colonna sonora di Matrix                                                                                            | Aerodynamic dei Daft Punk Tant qu'on rêve encore da Le Roi Soleil                                                                                                 |
| 2004-2005 | Exhibit 13 Above Time to start dei Blue Man Group                                                        | Colonna sonora di 1492: la conquista del paradiso di Vangelis | Lord of the Dance di Ronan Hardiman |
| 2003-2004 | Time dei Pink Floyd                                                                                      | Clubbed to Death di Rob Dougan dalla colonna sonora di Matrix | J'ai demandé à la lune degli Indochine Love's Divine di Seal Lettre à France di Michel Polnareff Ces soirées-là di Yannick On se retrouvera di Francis Lalanne    |
| 2002-2003 | Time dei Pink Floyd                                                                                      | Colonna sonora de Gli intoccabili di Nelson Riddle e Ennio Morricone | Les Lacs du Connemara di Michel Sardou S.O.S. d'un terrien en détresse da Starmania Ma Gueule di Johnny Hallyday                                                  |
| 2001-2002 | The Mexican Hat                                                                                          | Colonna sonora di Mission di Ennio Morricone | L'aigle noir di Florent Pagny Le quattro stagioni di Antonio Vivaldi                                                                                              |

## Palmarès
| Competizioni internazionali | Competizioni internazionali | Competizioni internazionali | Competizioni internazionali | Competizioni internazionali | Competizioni internazionali | Competizioni internazionali | Competizioni internazionali | Competizioni internazionali | Competizioni internazionali | Competizioni internazionali | Competizioni internazionali | Competizioni internazionali | Competizioni internazionali | Competizioni internazionali | Competizioni internazionali |
| Evento | 99–00                       | 00–01                       | 01–02                       | 02–03                       | 03–04                       | 04–05                       | 05–06                       | 06–07                       | 07–08                       | 08–09                       | 09–10                       | 10–11                       | 11–12                       | 12–13                       | 13-14                       |
| --- | --------------------------- | --------------------------- | --------------------------- | --------------------------- | --------------------------- | --------------------------- | --------------------------- | --------------------------- | --------------------------- | --------------------------- | --------------------------- | --------------------------- | --------------------------- | --------------------------- | --------------------------- |
| Olimpiadi |                             |                             | 14                          |                             |                             |                             | 6                           |                             |                             |                             | 16                          |                             |                             |                             | 13                          |
| Mondiali |                             |                             | 13                          | 6                           | 2                           | 6                           | 2                           | 1                           | 2                           | 3                           | 3                           | 8                           | 4                           | 9                           |                             |
| Europei |                             |                             | 3                           | 2                           | 1                           | 2                           | 3                           | 1                           | 3                           | 1                           | 3                           | 2                           | 8                           | 4                           | 8                           |
| Finale di Grand Prix |                             |                             |                             | 3                           |                             | 5                           |                             | 1                           |                             | R                           | F                           |                             |                             |                             |                             |
| GP NHK Trophy |                             |                             |                             |                             | 4                           |                             |                             |                             |                             |                             | 1                           |                             |                             |                             |                             |
| GP Trophée Lalique / Trophée Bompard |                             |                             |                             | 5                           | 4                           | 2                           | 2                           | 1                           | F                           | 4                           | 4                           | R                           | F                           | 4                           |                             |
| GP Cup of China |                             |                             |                             |                             | 2                           |                             |                             |                             |                             |                             |                             | 4                           | F                           | R                           |                             |
| GP Cup of Russia |                             |                             |                             |                             |                             |                             |                             | 1                           |                             | 1                           |                             |                             |                             |                             | F                           |
| GP Skate Canada |                             |                             |                             |                             |                             |                             |                             |                             | 1                           |                             |                             |                             |                             |                             |                             |
| GP Skate America |                             |                             | 9                           | 1                           |                             | 1                           | 3                           |                             |                             |                             |                             |                             |                             |                             | F                           |
| Challenge Cup |                             |                             |                             |                             |                             |                             |                             |                             |                             |                             |                             |                             | 1                           | 1                           |                             |
| NRW Trophy |                             |                             |                             |                             |                             |                             |                             |                             |                             |                             |                             |                             |                             |                             | 2                           |
| Competizioni internazionali - Categoria Juniores |                             |                             |                             |                             |                             |                             |                             |                             |                             |                             |                             |                             |                             |                             |                             |
| Mondiali jr. | 15                          |                             |                             |                             |                             |                             |                             |                             |                             |                             |                             |                             |                             |                             |                             |
| JGP - Francia |                             | 4                           |                             |                             |                             |                             |                             |                             |                             |                             |                             |                             |                             |                             |                             |
| JGP - Polonia |                             | 4                           |                             |                             |                             |                             |                             |                             |                             |                             |                             |                             |                             |                             |                             |
| Competizioni nazionali |                             |                             |                             |                             |                             |                             |                             |                             |                             |                             |                             |                             |                             |                             |                             |
| Campionati francesi | 10                          | 14                          | 3                           | 1                           | 1                           | 1                           | 1                           | 1                           | 1                           | F                           | F                           | 1                           | 1                           | F                           | 2                           |
| Campionati francesi jr. | 2                           | 4                           |                             |                             |                             |                             |                             |                             |                             |                             |                             |                             |                             |                             |                             |
| Master's |                             |                             |                             | 3                           | 1                           | 3                           | 1                           | 1                           | 1                           | 2                           | 2                           | 1                           | 2                           | 2                           | F                           |
| Competizioni a squadre |                             |                             |                             |                             |                             |                             |                             |                             |                             |                             |                             |                             |                             |                             |                             |
| Japan Open |                             |                             |                             |                             |                             |                             |                             | 2S/3P                       |                             |                             |                             |                             |                             |                             |                             |
| World Team Trophy |                             |                             |                             |                             |                             |                             |                             |                             |                             | 4S/2P                       |                             |                             | 4S/3P                       | 6S/7P                       |                             |
| F = Forfait; R = Ritirato GP = Grand Prix; JGP = Junior Grand Prix S = Risultato di squadra; P = Risultato personale (le medaglie sono state consegnate solo per i risultati di squadra) |                             |                             |                             |                             |                             |                             |                             |                             |                             |                             |                             |                             |                             |                             |                             |